# Мартынова, Арина Валерьевна
Ари́на Вале́рьевна Марты́нова (род. 27 февраля 1990, Москва) — российская фигуристка, выступавшая в одиночном катании. Участница чемпионата мира (2006, 2007), бронзовый призёр Кубка России (2009).

## Биография
С рождения воспитывалась бабушкой. Встала на коньки в четыре года на новогиреевском катке «Вымпел». Её первым тренером была Лариса Ге, мать фигуриста Миши Ге. Спустя год после начала занятий, семья Ге уехала в Китай, ввиду этого Мартынова перешла к Марине Друзик из школы «Сокольники». 
С восьми лет Мартынова, считавшая кумиром Сашу Коэн, каталась у заслуженного тренера России Жанны Громовой, под руководством которой стала прогрессировать — в одиннадцать лет прыгнула аксель 2,5 оборота, в двенадцать освоила тройной сальхов. С пятого класса школы обучалась экстерном.
В пятнадцать лет перешла к Светлане Соколовской в клуб ЦСКА, где провела один сезон. В 2006 году Мартынова участвовала в двух чемпионатах мира: юниорском и взрослом. На чемпионате среди взрослых выполнила задачу, обозначенную ФФККР — преодолеть квалификационный раунд.
С октября 2006 года тренировалась у Марины Кудрявцевой в школе «Москвич». На чемпионате мира 2007 года стала шестнадцатой. Первую часть сезона 2007/2008 выступала с травмой, из-за чего была предпоследней на Гран-при Китая и последней на Гран-при России. Чемпионат страны, а также последующие соревнования сезона Мартынова пропустила, залечивая травму.
В апреле 2008 года начала заниматься в группе Виктории Волчковой. Пропустила начало международного сезона 2008/2009. Первым значимым стартом в сезоне стал чемпионат России, где Мартынова заняла седьмое место, в результате не попала в сборную на чемпионат Европы и мира.
В феврале 2009 года выступила на Универсиаде, показав пятнадцатый результат. Вскоре завоевала бронзу в финале Кубка России, и завершила соревновательную карьеру, по причине продолжающихся травм. Впоследствии была участницей российских и международных ледовых шоу.
Президент Федерации фигурного катания России Валентин Писеев с положительной стороны оценивал выступления Мартыновой. Тренер Марина Кудрявцева характеризовала её как целеустремленную и трудолюбивую фигуристку. Российская газета отмечала, что Мартынова была одной из надежд российского женского катания.

## Результаты
| Соревнования                | 03/04         | 04/05         | 05/06         | 06/07         | 07/08         | 08/09         |
| Международные               | Международные | Международные | Международные | Международные | Международные | Международные |
| --------------------------- | ------------- | ------------- | ------------- | ------------- | ------------- | ------------- |
| Чемпионат мира              |               |               | 19            | 16            |               |               |
| Гран-при Японии             |               |               |               | 7             |               |               |
| Гран-при России             |               |               |               | 7             | 12            |               |
| Гран-при Китая              |               |               |               |               | 11            |               |
| Универсиада                 |               |               |               |               |               | 15            |
| Finlandia Trophy            |               |               |               |               | 8             |               |
| Nebelhorn Trophy            |               |               |               | 2             | 9             |               |
| Международные среди юниоров |               |               |               |               |               |               |
| Чемпионат мира              |               |               | 12            | 13            |               |               |
| Гран-при Польши             |               |               | 6             |               |               |               |
| Гран-при Андорры            |               |               | 4             |               |               |               |
| Гран-при Румынии            |               | 6             |               |               |               |               |
| Гран-при Сербии             |               | 4             |               |               |               |               |
| Национальные                |               |               |               |               |               |               |
| Чемпионат России            | 9             | 8             | 6             | 4             |               | 7             |
| Первенство России           | 9             | 4             | 1             | 1             |               |               |
| Финал Кубка России          |               |               |               |               |               | 3             |